# Octavia Hill
Octavia Hill (Wisbech, 3 de dezembro de 1838 - Marylebone, 13 de agosto de 1912) foi uma reformadora social inglesa, cuja principal preocupação era o bem-estar dos habitantes das cidades, principalmente Londres, na segunda metade do século XIX. Nascida em uma família com um forte compromisso com a redução da pobreza, ela própria cresceu em circunstâncias difíceis devido ao fracasso financeiro dos negócios de seu pai. Sem escolaridade formal, trabalhou desde os 14 anos para o bem-estar dos trabalhadores.
Hill foi uma força motriz por trás do desenvolvimento da habitação social, e sua amizade precoce com John Ruskin permitiu que ela colocasse suas teorias em prática com a ajuda de seu investimento inicial. Acreditava na autossuficiência, tendo sido um fator importante em seu sistema habitacional o fato de ela e seus assistentes conhecerem seus inquilinos pessoalmente e os encorajar a melhorar. Ela se opôs à provisão municipal de habitação, acreditando que fosse burocrática e impessoal.
Outra preocupação de Hill era a disponibilidade de espaços abertos para os pobres. Fez campanha contra o desenvolvimento em florestas suburbanas existentes e ajudou a salvar Hampstead Heath e Parliament Hill Fields, em Londres, de serem construídos. Ela foi uma das três fundadoras do National Trust, criado para preservar locais de interesse histórico ou belezas naturais para a diversão do público britânico. Ela foi um membro fundador da Charity Organization Society (agora a caridade Family Action), que organizou doações de caridade e foi pioneira em um serviço de visita domiciliar que formou a base para o trabalho social moderno. Foi integrante da Royal Commission on the Poor Laws em 1905.
O legado de Hill inclui as grandes propriedades do moderno National Trust, vários projetos habitacionais ainda executados em suas linhas, uma tradição de treinamento para gerentes de habitação e a Octavia Hill Birthplace House estabelecida pela Octavia Hill Society em seu local de nascimento em Wisbech.

## Primeiros anos
Octavia Hill nasceu em Wisbech, Ilha de Ely, Cambridgeshire, filha de James Hill, um comerciante de milho, ex-banqueiro e seguidor de Robert Owen, e sua terceira esposa, Caroline Southwood Smith. Ele ficou viúvo duas vezes e teve seis filhos sobreviventes (cinco filhas e um filho) de seus dois casamentos anteriores; Octavia era a oitava filha de seu pai e o décimo filho. Ele ficou impressionado com os escritos sobre educação de sua futura esposa, filha do Dr. Thomas Southwood Smith, um pioneiro da reforma sanitária. Ele havia contratado Caroline como governanta de seus filhos em 1832, e eles se casaram em 1835. A vida confortavelmente próspera da família foi interrompida pelos problemas financeiros de James Hill e seu colapso mental. Em 1840 ele foi declarado falido. O pai de Caroline Hill deu apoio financeiro à família e assumiu parte do papel paternal de Hill.
Southwood Smith foi um reformador de saúde e bem-estar preocupado com uma série de questões sociais, incluindo o trabalho infantil nas minas e a habitação dos pobres urbanos. Caroline Hill tinha opiniões semelhantes sobre a reforma social e seu interesse na educação progressiva, influenciada por Johann Heinrich Pestalozzi, e a experiência diária de Southwood Smith em seu trabalho no Hospital de Londres no East End inspirou a preocupação de Octavia Hill com os mais pobres no início da Londres vitoriana. Ela não recebeu educação formal: sua mãe educou a família em casa.

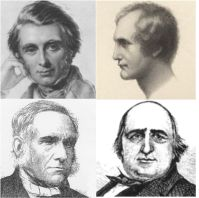
Primeiras influências em Octavia Hill - topo: John Ruskin e Thomas Southwood Smith; abaixo: F.D. Maurice e Henry Mayhew

A família se estabeleceu em uma pequena casa de campo em Finchley, agora um subúrbio ao norte de Londres, mas na época uma vila. Octavia Hill ficou impressionada e comovida com London Labour and the London Poor, de Henry Mayhew, um livro que retrata o dia a dia dos moradores das favelas. Também foi fortemente influenciada pelo teólogo, padre anglicano e reformador social F. D. Maurice, que era um amigo da família. Ela começou seu trabalho em prol dos pobres de Londres ajudando a fazer brinquedos para crianças em idade escolar e servindo como secretária das classes femininas no Working Men's College em Bloomsbury, no centro de Londres.
Uma guilda cooperativa que fornecia emprego para "cavalheiros angustiados" aceitou Hill para treinamento em pintura de vidro quando ela tinha 13 anos. Quando o trabalho da guilda foi expandido para fornecer trabalho na fabricação de brinquedos para crianças da escola Ragged, ela foi convidada, aos 14 anos, para cuidar da oficina.
Suas opiniões sobre o incentivo à autossuficiência levaram à sua associação com a Charity Organization Society (COS), descrita pela biógrafa de Hill, Gillian Darley, como "um corpo contencioso que deplorava a dependência fomentada por uma filantropia gentil, mas rigorosa ... o apoio aos pobres tinha que ser cuidadosamente direcionado e supervisionada com eficiência. Mais tarde, no entanto, ela começou a pensar que a linha COS ... era excessivamente severa."
Hill tinha baixa estatura, como toda sua família, e era indiferente à moda. Sua amiga Henrietta Barnett escreveu: "Ela era pequena em estatura, com corpo comprido e pernas curtas. Não se vestia, apenas usava roupas, que muitas vezes eram desnecessariamente inadequadas; tinha cabelos macios e abundantes e feições regulares, mas a beleza de seu rosto estava em olhos castanhos e muito luminosos, que inconscientemente ela ergueu enquanto falava sobre qualquer assunto de seu interesse. Sua boca era grande e móvel, mas não melhorou com o riso. Na verdade, a Srta. Octavia era mais legal quando se apaixonava por sua seriedade." Barnett também falou da veia de crueldade de Hill. Gertrude Bell chamou Hill de despótica. Mais tarde na vida de Hill, o bispo de Londres, Frederick Temple, a encontrou em uma reunião dos comissários eclesiásticos, e escreveu: "Ela falou por meia hora ... Eu nunca tive uma surra assim em toda a minha vida."